# Туниця Юрій Юрійович
Юрій Юрійович Туни́ця (нар. 19 травня 1941, с. Онок, нині Закарпатської області) — український лісівник, економіст, еколог, президент Лісівничої академії наук України, ректор (1993-2021) Національного лісотехнічного університету України, академік НАН України, заслужений діяч науки і техніки України, доктор економічних наук, професор.

## Освіта, наукові ступені та вчені звання
У 1964 закінчив Львівський лісотехнічний інститут (тепер — Національний лісотехнічний університет України), здобувши кваліфікацію — «Інженер лісового господарства».
Кандидатську дисертацію на тему — «Економічна ефективність використання неліквідної деревини від рубок догляду в умовах Закарпатської області» захистив у 1969 році.
Докторську дисертацію на тему — «Еколого-економічні проблеми комплексного використання та охорони лісових ресурсів (на прикладі Українських Карпат)» захистив у 1977 році.
Вчене звання професор — присвоєно у 1980 по кафедрі економіки та організації лісової промисловості і лісового господарства Львівського лісотехнічного інституту.

## Трудова діяльність
- У 1968—1973 рр. — старший викладач кафедри економіки та організації лісової промисловості і лісового господарства;
- З 1973 по 1978 рр. — доцент Львівського лісотехнічного інституту;
- У 1978—1988 рр. — завідувач цієї ж кафедри, а у період з 1982 по 1984 рр., за сумісництвом, працював на посаді проректора з навчальної роботи Львівського лісотехнічного інституту;
- У 1988—1993 рр. — завідувач кафедри раціонального використання природних ресурсів та охорони природи географічного факультету Львівського національного університету ім. І. Франка;
- У 1993—2021 рр. — ректор Національного лісотехнічного університету України, м. Львів.

## Наукова і педагогічна діяльність
- Здійснює підготовку фахівців за спеціальністю — «Економіка довкілля і природних ресурсів» на ОКР «Магістр».
- Викладає навчальну дисципліну — «Екологічна економіка».
- Науково-педагогічний стаж роботи понад 40 років.

Ю. Туниця є:
- знаним фахівцем у галузі раціонального природокористування і охорони довкілля;
- засновником нового наукового напряму — екологічна економіка;
- автором економічного закону неминучого зростання екологічних витрат у структурі витрат суспільного виробництва та нових категорій в економічній науці — «екологічні витрати і втрати», «еколого-економічна ефективність природокористування»;
- автором ідеї та концепції створення Екологічної Конституції Землі — міжнародного економіко-правового акта екологічної безпеки планети і сталого розвитку.

Вперше на теренах України організував:
- Інститут та кафедру — з екологічної економіки;
- Магістерську програму — «Економіка довкілля і природних ресурсів»;
- підготовку та випуск фахівців за спеціальністю — економісти-екологи.

Під керівництвом Ю. Туниці захищено 5 докторських і 36 кандидатських дисертацій.

## Публікації
Автор понад 200 наукових публікацій та 11 монографій. Основні з них:
1. «Эколого-экономическая эффективность природопользования», 1980;
2. «Комплексное лесное хозяйство», 1987;
3. «Екологічна Конституція Землі. Ідея. Концепція. Проблеми», 2002;
4. «Екологічна економіка і ринок: подолання суперечностей», 2006.

## Відзнаки
Нагороджений:
- орденом «За заслуги» ІІІ ступеня (1995 р.);
- орденом «За заслуги» ІІ ступеня (2009 р.).

## Сім'я
- Тарас Туниця — доктор економічних наук (2007), професор кафедри міжнародного економічного аналізу і фінансів ЛНУ ім.Франка [4]